# Poua Nova de la Franquesa
La Poua Nova de la Franquesa és una obra del municipi de Moià (Moianès), i es troba al costat de la Poua Vella de la Franquesa.

## Descripció
El pou mesura 14 metres d'alçada i més de 9 metres de diàmetre, amb una capacitat de 673 m³, és considerat, juntament amb el del Molí Nou de Castellterçol, un dels més grans de la comarca. La totalitat del pou és soterrada i la coberta s'acaba amb una cúpula semiesfèrica a nivell del terreny. Construït totalment amb pedra un dels laterals aprofita la roca del terreny. Té dos accessos situats de forma simètrica al començament de la volta de la cúpula, una cara nord i l'altra a cara sud, fets amb llesques de pedra a plec de llibre. El situat a la cara nord conserva el travesser de fusta que s'utilitzava per penjar la corriola i facilitar l'accés als treballadors.

## Història
El Pou Nou de la Franquesa es va construir a començament del segle xviii, quan el pou Vell de la Franquesa es va fer petit a causa de la demanda de gel. El Moianès, juntament amb el Montseny, havia estat la principal productora de gel natural de Catalunya. Ambdues, proveïdores de la ciutat de Barcelona, van arribar a tenir en el negoci de la comercialització del gel una de les principals fonts d'ingressos per completar l'economia rural.
“Tots dos pous foren, des del seu origen, propietat de la casa de La Franquesa, segons consta en l'acta de dotació dels terrenys per a la construcció del Pou Vell, datada del 1625. A mitjan segle xviii, per l'increment que el negoci va tenir a tot Catalunya, es va construir el segon pou, aquest circular, a una vintena de metres del primer” (Perarnau, 1992)